# Kippens
Kippens är en ort i Kanada.   Den ligger i provinsen Newfoundland och Labrador, i den östra delen av landet, 1 300 km öster om huvudstaden Ottawa. Kippens ligger 41 meter över havet och antalet invånare är 1 815.
Terrängen runt Kippens är platt österut, men åt nordväst är den kuperad. Havet är nära Kippens åt sydväst. Närmaste större samhälle är Stephenville, 3,7 km öster om Kippens. 
I omgivningarna runt Kippens växer i huvudsak blandskog. Runt Kippens är det ganska tätbefolkat, med 139 invånare per kvadratkilometer.